# Jeremoabo (gemeente)
Jeremoabo is een gemeente in de Braziliaanse deelstaat Bahia. De gemeente telt 39.302 inwoners (schatting 2009).

## Aangrenzende gemeenten
De gemeente grenst aan Antas, Canudos, Coronel João Sá, Euclides da Cunha, Macururé, Novo Triunfo, Paulo Afonso, Pedro Alexandre, Rodelas, Santa Brígida en Sítio do Quinto.

## Geboren
- Jemerson de Jesus Nascimento, "Jemerson" (1992), voetballer